# ژوزف گلیباردی

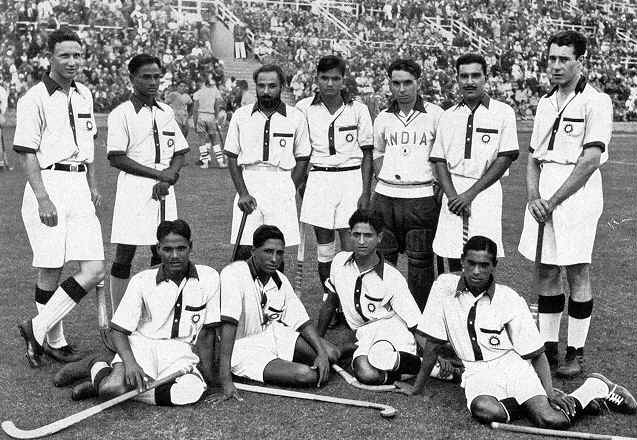
تیم ملی هاکی هند در المپیک تابستانی ۱۹۳۶

ژوزف گلیباردی (انگلیسی: Joseph Galibardy; ۱۰ ژانویهٔ ۱۹۱۵ – ۱۷ مهٔ ۲۰۱۱) بازیکن هاکی روی چمن اهل هند بود.
وی به‌همراه تیم ملی هاکی روی چمن مردان هند به قهرمانی بازی‌های المپیک تابستانی ۱۹۳۶ دست پیدا کرده‌است.